# Illinois State Route 8
Die Illinois State Route 8 (kurz IL 8) ist eine State Route im US-Bundesstaat Illinois, die in Ost-West-Richtung verläuft.
Die State Route beginnt an der Illinois State Route 97 südlich von Maquon und endet nach 73 Kilometern westlich von Washington am U.S. Highway 24.

## Verlauf
Ab der IL 97 verläuft die Illinois State Route 8 in östliche Richtung. Im Zentrum von Elmwood nutzt die State Route 78 die Trasse der IL 8. Zwischen Elmwood und Peoria führt sie parallel zur Interstate 74 und zum U.S. Highway 150. Durch die Unterführung unter der Interstate 474 erreicht sie den Großraum von Peoria.
Im Zentrum von Peoria passiert die IL 8 die Bradley University und trifft auf den U.S. Highway 24. Gemeinsam mit den Illinois State Routes 29 und 116 überquert sie den Illinois River auf der Cedar Street Bridge. An der Main Street trennen sie sich aber wieder und nach einem Kreuz mit der I-74 in East Peoria nutzt die IL 8 für etwa 500 Meter die Trasse des U.S. Highways 150. Sie verlässt die Stadt in östlicher Richtung und endet westlich von Washington am U.S. Highway 24.